# Rafael Bitencourt
Rafael Bitencourt (Nova Iguaçu, 11 de janeiro de 1982) é um cantor e compositor de música cristã contemporânea, conhecido por ser ex-vocalista da banda Toque no Altar. Antes disso, foi professor de geografia e jogador de futebol.

## Biografia
Rafael foi jogador de futebol de alguns clubes do Rio de Janeiro, passando por Fluminense, Portuguesa, Nova Iguaçú, Mesquita, Everest, entre outros. Disputou os campeonatos carioca e Brasileiro.
Aos quinze anos de idade Rafael foi acometido de meningite e em estado terminal de vida, com perda de fala, audição e locomoção. No entanto, pouco a pouco foi recuperando os seus movimentos. A partir daquele fato decidiu largar o futebol. Assim, se dedicou aos estudos. Foi aprovado nos vestibulares da UFRJ para o curso de História e PUC-Rio para o curso de Geografia e Meio Ambiente. Cursou nesta última instituição, onde se formou. Através do descobrimento do seu talento musical se tornou músico e após 10 anos ministrando nas Igrejas Assembleia de Deus e Nova Vida, um CD seu chegou ao escritório do Toque no Altar, onde após ouvirem, decidiram convidá-lo para integrar o grupo de tempo integral no Toque no Altar.

## Carreira

### Trajetória no Apascentar
O grupo se formou em 2002, mas Rafael só entrou no grupo em 2007, durante a dissidência de sete integrantes do grupo e o nascimento do Trazendo a Arca. Com a saída dos membros originais, Rafael se tornou vocalista do Toque no Altar. Ainda naquele ano, gravaram e lançaram o disco É Impossível, mas Deus pode, seu maior êxito comercial. e que foi indicado, também, ao Grammy Latino de Melhor Álbum de Música Cristã (Língua Portuguesa). Com a música "Deus do Impossível", escrita pelo músico em colaborações com outros membros, Rafael foi indicado como compositor na categoria "Melhor música".
Em 2008, junto ao grupo gravou o disco Deus de Milagres. A música "Não Recuarei" foi indicada ao Troféu Talento de 2009. Todas as composições deste álbum são de sua autoria.
Em 2009, gravaram o disco A Vitória da Fé. Foi o último trabalho de Rafael na banda. Em 2011, o artista deixa a banda e, então, lança-se em carreira solo.

### Carreira solo
Em 2012, lançou o seu primeiro trabalho, chamado Dias Melhores Virão, distribuído pela gravadora CanZion. Em 2014, lançou o segundo disco, Rasga o Céu, pela Onimusic.[carece de fontes?]
Em dezembro de 2016, assinou contrato com a gravadora MK Music para o lançamento do álbum Deus de Novos Começos (2017).[carece de fontes?] O single escolhido para a obra foi a canção "Deus de Novos Começos", liberada em videoclipe semanas antes ao disco, disponibilizado para fevereiro de 2017.

## Escritor
Em 2009, Rafael iniciou sua carreira de escritor. Escreveu o livro Conexões para o Sucesso.

## Discografia
Com o Toque no Altar
- 2007: É Impossível, mas Deus Pode
- 2008: Deus de Milagres
- 2009: A Vitória da Fé

Solo
- 2012: Dias Melhores Virão
- 2014: Rasga o Céu
- 2017: Deus de Novos Começos